# Calomys musculinus
Calomys musculinus és una espècie de petit rosegador de la família dels cricètids pròpia dels rostolls de l'àrea central temperada argentina. És el vector de la febre hemorràgica argentina per poder portar crònicament el Junin virus.